# 와이테마타 AFC
와이테마타 AFC(Waitemata Association  Football Club)는 뉴질랜드 오클랜드의 와이테마타에 있는 아마추어 축구단이다. 현재 NRFL 콘퍼런스에 참가하고 있다.
1959년 웨스턴 유나이티드라는 이름으로 설립된 구단은 1968년에 헨더슨으로 이름을 바꾸고 1975년에 와이테마타 시티로 다시 구단명을 변경했다
뉴질랜드 최고의 녹아웃 대회인 채텀 컵에서는 1982년과 2011년에 16강에 진출하며 해당 대회에서의 구단의 최고 성적을 기록했다.